# Kegeliger Saftling
Der Kegelige oder Schwärzende Saftling (Hygrocybe conica, Syn.: Hygrocybe nigrescens) ist eine Pilzart aus der Familie der Schnecklingsverwandten und wird innerhalb der Gattung zur Sektion Hygrocybe gerechnet.

## Systematik
Der Kegelige Saftling ist ein Aggregat verschiedener Formen, deren taxonomische Stellung noch nicht ausreichend geklärt ist. Demzufolge werden verschiedene Varietäten unterschieden, deren Angrenzung in der Literatur unterschiedlich dargestellt werden.
Krieglsteiner unterscheidet für Baden-Württemberg folgende Formen, die unten ausführlicher beschrieben werden:
- Schwärzender Saftling (Hygrocybe conica var. conica),
- Dünen-Saftling (Hygrocybe conica var. conicoides),
- Hygrocybe conica var. conicopalustris.

Gröger nennt folgende Formen als Teil des conica-Komplexes:
- Hygrocybe conica var. conica
- Hygrocybe conica f. pseudoconica
- Hygrocybe conica var. conicopalustris
- Hygrocybe conica var. chloroides
- Hygrocybe veselskyi
- Hygrocybe olivaceonigra

## Schwärzender Saftling (Hygrocybe conicavar.conica)

### Merkmale
Die Form bildet in Hut und Stiel gegliederte Fruchtkörper, mit 4–12 cm breiten, spitz- bis stumpfkegeligen Hüten. Der Stiel wird 5–9 cm hoch und 0,5 bis 2 cm stark. Die Hutoberseite ist nicht klebrig, gelborange bis rot; sie wird im Alter grau, später schwarz. Der faserig gestreifte, im Alter hohle Stiel ist zitronen- bis orangegelb mit weißlicher Basis, auch er wird bei älteren Fruchtkörpern zunehmend schwarz. Die zitronengelben, ebenfalls schwärzenden Lamellen. Die  var. chloroides, die in Hut und Stiel keine rötlichen oder gelborangen Farben zeigt und einen zuerst gelben (von löwen-, über zitronen- und schwefel- bis zu chromgelb variierend) später grünliche Farbtöne annehmenden Hut besitzt, wird von Krieglsteiner nur als Synonym der Varietät conica betrachtet.
Die Schwarzfärbung tritt auch bei Berührung auf.

### Ökologie

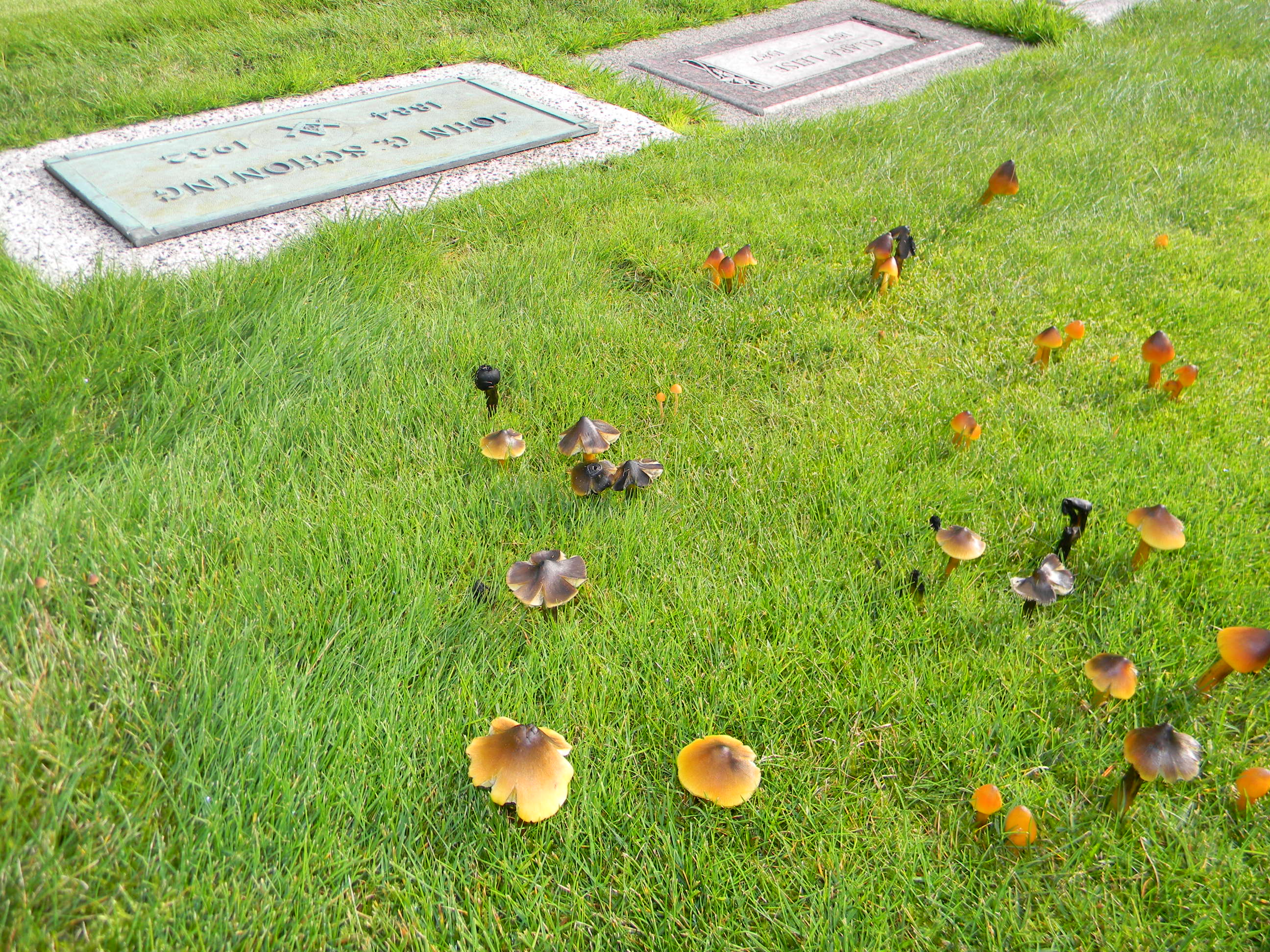
Der Schwärzende Saftling (H. conica) besiedelt Graslandschaften und macht auch vor Rasen auf Friedhöfen keinen Halt.

Die Varietät conica ist einer der häufigeren, weil offenbar weniger empfindlichen Saftlinge, sie wächst innerhalb und außerhalb von Wäldern, dabei werden sonnige Stellen bevorzugt. Die Form kommt in basenreichen Halbtrockenrasen, subkontinentalen Steppenrasen, Wacholderheiden, Berg- und Magerwiesen, nicht zu nährstoffreichen Fettwiesen, Trittrasen- und Borstgrasgesellschaften vor. Im Innern von Wäldern ist sie seltener zu finden, sie kommt eher auf Schneisen, am Waldrand und entlang von Waldwegen vor, sie kann selbst an Rändern von Mooren gefunden werden. In Obstgärten und Parkanlagen kommt die Form sporadisch vor.

### Verbreitung
Der Schwärzende Saftling kommt in Australien, Neuguinea, Süd- und Nordamerika, Nordasien und Nordafrika vor. In Europa ist er vom Mittelmeer bis Skandinavien und Island verbreitet.

## Dünen-Saftling (Hygrocybe conicavar.conicoides)

### Merkmale
Der Dünen-Saftling unterscheidet sich von der Varietät conica durch gelb- bis lachsrosa oder rötliche Lamellen und das nur sehr langsame Schwärzen.

### Ökologie und Verbreitung
Die Form wächst auf kalkhaltigen Sanddünen, sie ist nur aus Europa bekannt, wo sie in Italien, Nordwestfrankreich, den Niederlanden, Großbritannien bis zu den Hebriden bekannt ist. Nachdem bis 1975 lediglich Standorte auf Meeresdünen (in Deutschland auf den Ostfriesischen Inseln und Rügen) bekannt waren, wurde sie seitdem auch auf Binnendünen in Bayern und im Oberrheingebiet (Südhessen, Baden-Württemberg und Rheinland-Pfalz) gefunden.

## Hygrocybe conicavar.conicopalustris
Eine Form von Kleinseggenrieden und Flachmooren, die sich durch nur wenig schwärzende, zierliche Fruchtkörper, rötliche Farben in Hut und Stiel, sowie einen bis auf 2/3 gestreiften Hut mit abziehbarer Haut gegenüber den anderen Formen auszeichnet. Sie Sporen sind etwas länger und schmaler als bei der Varietät conica.
Diese Form kommt in gemäßigten, ozeanischen bis subozeanischen Gebieten Europas vor, sie wurde in Frankreich, den Niederlanden, Dänemark, Deutschland und der Schweiz gefunden, sie ist überall sehr selten. In Deutschland kommt die Varietät conicopalustris hauptsächlich im Alpen- und Voralpengebiet vor.

## Bedeutung
Der Formenkreis des Kegeligen Saftlings gilt als schwach giftig und ist somit nicht zum Verzehr geeignet, außerdem steht er in Deutschland wie alle Saftlinge unter Naturschutz.